# Theodor Veidl
Theodor Veidl (28. února 1885 Vysočany – 16. února 1946 Terezín) byl českoněmecký hudební skladatel a muzikolog.

## Život
Narodil se 28. února 1885 v selské rodině ve Vysočanech na Chomutovsku. Po absolvování chomutovského gymnázia studoval současně hudbu na Pražské konzervatoři a germanistiku a hudební vědu na Německé univerzitě v Praze. Po studiích ukončených v roce 1909 vedl hudební soubory v Bad Hall, Teplicích a od roku 1918 v Praze. Od roku 1920 vyučoval na Německé akademii hudby a divadelních umění a v roce 1927 se stal lektorem hudebněvědného semináře na Německé univerzitě. O rok později byl přijat za člena Německé společnosti věd a umění v Československé republice.
V pedagogické kariéře pokračoval i během druhé světové války, ale odmítal velkoněmeckou propagandu. Jako člen svobodných zednářů byl v roce 1942 propuštěn z univerzity a vyloučen z Německé společnosti věd a umění. Až do konce války žil v Praze, ale roku 1945 byl jako Němec určený k odsunu internován v Terezíně, kde 16. února 1946 zemřel v důsledku podvýživy.

## Dílo
- Opera Kranwit
- Opera Maloměšťáci
- Humoristický kvintet (pro flétnu, hoboj, klarinet, fagot a lesní roh)[3]